# Херсонська обласна бібліотека для юнацтва імені Б. А. Лавреньова
Обласна бібліотека для юнацтва ім. Б.Лавреньова заснована у 1980 р. рішенням Херсонської обласної Ради народних депутатів № 52/2 від 18.01.80 р. в Шуменському мікрорайоні.
За цей час бібліотека заявила про себе як про визначний освітній, культурний, інформаційний та методичний центр з проблем молоді. На сьогодні книгозбірня – це 10 структурних підрозділів з фондом близько 85 тис. примірників, яким щорічно користуються понад 12 тисяч читачів.

## Історія бібліотеки
Бібліотека виникла, фактично, на пустому місці: в недобудованому приміщенні, з обмеженим фінансуванням, без штатів, фондів, меблів, технічних засобів, зв’язку, транспорту. Майже рік її працівники власноруч займалися опорядженням приміщення.
З перших кроків діяльність книгозбірні спрямовувалась на залучення читачів та налагодження стосунків з установами і закладами, що займались вихованням молоді. Бібліотекарі активно працювали за межами книгозбірні: створювались бібліотечні пункти в таборах праці та відпочинку “Юність”, “Ровесник”, піонерських таборах, дитячих будинках-інтернатах, літніх майданчиках, виїзні читальні зали – в госпіталі інвалідів Великої Вітчизняної війни, лікарні Комсомольського району, швейній фабриці “Більшовичка”.
У 80-90 роки бібліотека набула визнання і популярності як культурний і дозвіллєвий центр. Величезна заслуга в цьому належить тодішньому директору Надія Іванівна Коротун. Вона за декілька років забезпечила книгозбірню сучасним технічним оснащенням, турбувалася про дизайн, комфорт і затишок у всіх відділах.
До 100-річчя від дня народження видатного письменника, уродженця Херсонщини Бориса Лавреньова постановою кабінету Міністрів України №345 від 27 листопада 1991 року його ім’я було присвоєне книгозбірні.
Тютюн Галина Іванівна, яка багато років віддала бібліотеці і пройшла в ній всі ступені професійного зростання від бібліотекаря до завідувачки науково-методичного відділу, довелося очолити книгозбірню в період економічної і політичної кризи. Їй і всьому колективу, об’єднавши зусилля, довелося боротися за виживання книгозбірні, долаючи хронічну заборгованість по заробітній платі, постійне урізання бюджетних коштів на найголовніші потреби.
Найважливішим надбанням бібліотеки у 2006 році стало створення Центру соціально-психологічної та правової підтримки молоді за безпосередньою участю фахівців міського управління юстиції, міського центру соціальних служб для сім’ї, дітей та молоді. Щомісячно згідно з графіком чергувань психологи, юристи проводили консультування і тренінги для старшокласників ЗОШ №1, 55, 54.
Ідея створення юнацьких бібліотек була плідною і витримала випробування часом. Впродовж 30 років обласна бібліотека для юнацтва ім. Бориса Лавреньова є генератором ідей і координатором зусиль установ та організацій, що опікуються освітою, вихованням і соціальним захистом молоді.
На початку 2016 року в книгозбірні відкрився Інтернет-центр, а пізніше – Пункт європейської інформації.

## Соціокультурна діяльність бібліотеки
В останні п’ять років векторами руху бібліотеки є власні цільові програми “Творча та обдарована молодь – майбутнє нації”, «Збережемо світ, в якому живемо», «Читання для всіх і кожного».
-      літературно-музична вітальня “Ліра”
-      клуб “Гроно”
-      духовний лекторій “Відроджену віру до Бога – юним серцям”
-      молодіжний дискусійний клуб “Зустріч”
-      молодіжний правоосвітній клуб “Дай руку, підлітку”
-      акція «Тут Батьківщини моєї початок»
-      цикл діалогів з молоддю «Неформальна тусовка»
-      молодіжна літературна кав’ярня «ЛіTERRA»
-      культурологічна медіастудія «Мистецтво у просторі і часі»
-      акція «Герої ХХІ століття»
Пріоритетними завданнями колективу визначено впровадження новітніх інформаційних технологій, пошук інноваційних форм роботи з молоддю, поповнення бібліотечного фонду, модернізація професійної освіти, надання методичної та практичної допомоги юнацьким структурним підрозділам області.
У 2013 році перемога проекту «Моє здоров’я – в моїх руках» у 13-му раунді Конкурсу співпраці бібліотек з місцевими громадами «Бібліотеки та охорона здоров’я» в рамках програми «Бібліоміст» і отримання гранту для придбання мультимедійного обладнання на суму понад 16 тис. грн. дозволили створити та розгорнути роботу дівочого клубу «Камея».
До 70-річчя утворення області був започаткований обласний краєзнавчий Інтернет-проект «Херсонщини достойні імена» - цикл онлайн-конференцій, які об’єднували бібліотеки міст і районних центрів на платформі Google Hangouts.
2015 рік пройшов під знаком ювілею – 35-річчя утворення книгозбірні і позначився низкою різнопланових заходів, які привернули увагу читачів, громадськості та ЗМІ: цикл книжкових виставок «Ювілейний марафон», День відкритих дверей «Завітай на ювілей», ювілейне свято «35 років у бібліотечній родині», вечір-аншлаг «Бібліотека моєї юності призначає побачення». Цього ж року бібліотеку очолив новий директор – Вікторія Леонідівна Лобзова.

## Використані джерела
http://unalib.ks.ua/